# Shiraoi
Shiraoi (jap. 白老町 Shiraoi-chō) – miasto w Japonii, w prefekturze Hokkaido, w podprefekturze Iburi. Według danych na rok 2020 miejscowość zamieszkiwało 16 212 mieszkańców , a gęstość zaludnienia wyniosła 38,1 os./km².